# Пермякова Лідія Іванівна
Лідія Іванівна Пермякова (нар. 1928) — передовик радянського сільського господарства, доярка державного племінного заводу «Мухинський» Зуєвського району Кіровської області, Герой Соціалістичної Праці (1971).

## Біографія
Народилася в 1928 році в селі Маряхи, Зуєвського району Кіровської області в російській селянській родині.
У 1930 році сім'я втратила батька, одна мати виховувала трьох дітей. У 1941 році всі переїхали в село Чекмари. Лідії довелося в 10 років працевлаштуватися у місцевий колгосп. Працювала в польовій ланці по вирощуванню зернових. Всю війну працювала в полі. У 1945 році перейшла працювати на заготівлю дров. У 1948 році різноробоча в колгоспі. 
У 1960 році відбулося об'єднання колгоспу і радгоспу "Мухинський". Пермякова працевлаштувалася на молочно-товарну ферму дояркою. У її групі було 17 корів холмогорської породи. За підсумками роботи в 8-ї п'ятирічці Лідія Іванівна стала переможцем серед доярок району. Вона надоювала більше 6000 літрів молока від кожної закріпленої корови. 
Указом Президії Верховної Ради СРСР від 8 квітня 1971 року за отримання високих показників у сільському господарстві і рекордні надої молока Лідії Іванівні Пермякової було присвоєно звання Героя Соціалістичної Праці з врученням ордена Леніна і медалі «Серп і Молот».
Продовжувала працювати в радгоспі, показувала високі виробничі результати. Проживала у селищі Октябрський. 

## Нагороди
- золота зірка «Серп і Молот» (08.04.1971)
- орден Леніна (08.04.1971)
- Орден Жовтневої Революції (10.03.1976)
- інші медалі.